# 參宿七
參宿七，在拜耳命名法中稱為獵戶座β（β Ori, β Orionis），是獵戶座中最亮的恆星，並且是全天第7亮星，它的視星等為0.12等。從地球上觀察，這是個三合星的系統，主星為參宿七A（Rigel A），是顆絕對星等 -7.84等的超巨星，亮度為太陽的130,000倍，是顆有固定週期的天鵝座α型變星。以小型望遠鏡就可以看見的參宿七B，本身就是光譜聯星，由兩顆光譜類型為B9的藍白色恆星組成。
雖然在拜耳命名法為β星，但它始終比獵戶座α（參宿四）明亮。從1943年以來，它的光譜就被當成其它恆星光譜分類的校準光譜之一。

## 可見性
在天文學的資料庫SIMBAD中，參宿七的視星等是0.12，使他成為在天球上除了太陽之外平均第六亮的天體 －只比織女星和小犬頭部的南河三暗（比御夫座的雙星五車二的個別恆星明亮，但低於它們的合成星等）。它是顆光度在0.05-0.18等之間變化的不規則脈動變星。
參宿七在本質上是第三亮星，最亮的是天津四，其次是參宿四。參宿七的色指數（B－V）是 -0.03，意味著它是一顆白色或藍白色的恆星。
參宿四每年在12月12日的子夜和1月24日21:00過中天，所以在北半球的冬天或南半球的夏天是最適宜觀賞它的時段。在南半球，參宿七是獵戶座升起來之後，在這個星座內能看見的最亮一顆恆星。

## 性質
以光譜估計參宿七的距離在700和900光年（210和280秒差距）之間，而依巴谷衛星的視差測量給出的距離是860光年（260秒差距），誤差範圍約為9%。它是一顆藍超巨星，質量大約是18太陽質量，閃耀著大約117,000倍太陽的光度。干涉儀測量出它的角直徑，在修正周邊昏暗效應之後，大約是2.75 ± 0.01 毫角秒。在前述估計的距離下，它的半徑相當於74太陽半徑。如果在1天文單位的距離上，它的角直徑是35°，並且視星等是 -38等。
因為它是在星雲狀物質中穿越的明亮天體，參宿七照亮在他附近的一些塵雲，最明顯的是IC 2118（女巫頭星雲）。參宿七也與獵戶座大星雲相關聯  －－或多或少有相同的視線速度－－ 幾乎是兩倍遠的距離。儘管距離不同，參宿七通過空間的距離投影和對它年齡的估計，認為它是來自星雲。由於這個結果，參宿七有時被分類為脫離獵戶座OB1星協成員，還有天空中許多明亮的恆星；更具體的說，它是金牛-獵戶R1星協的成員，是最近新設立（形成）的OB星協，包含了更多接近星雲的亮星。
參宿七是一顆超巨星變星，它的變化肇因於與天津四，脈動變星天鵝座α型變星的原型，相似的恆星脈動。參宿七的徑向速度變化證明它至少有19種非徑向模式的同時擺動，變異的時間範圍從1.2天至74天。它是顆值得注意的藍超巨星，因為它產生脈動的能量感覺上是來自核心燃燒中的氫殼層。已知參宿七的系統有三顆恆星，也有人認為系統中可能還有第四顆，但普遍認為這是主星的變異，引發表面的物理脈動造成的一種曲解。

### 太空光度學

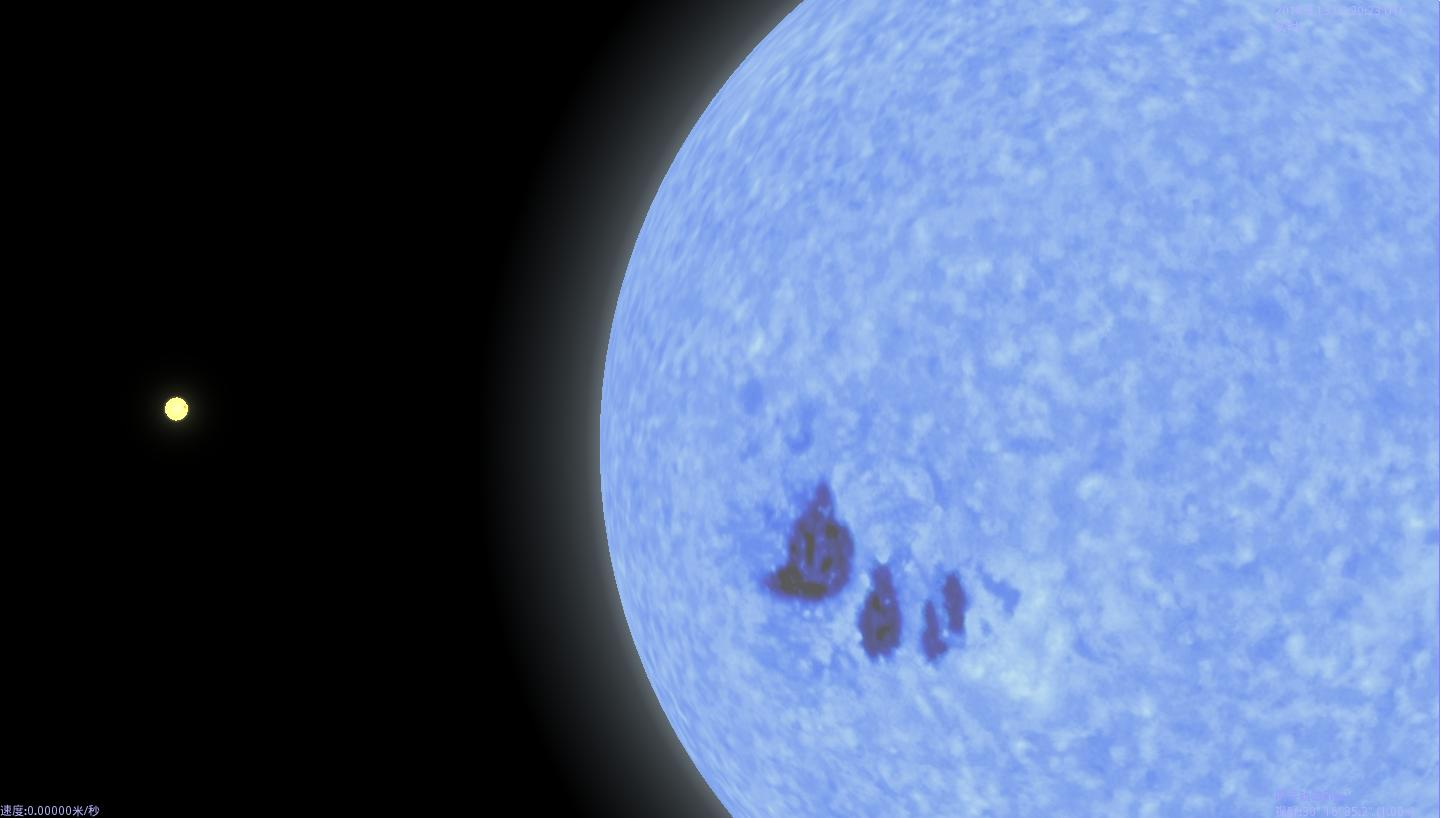
Celestia模拟的比较图。

2009年，加拿大的MOST衛星對參宿七觀測達28天之久。這顆藍超巨星的光度變化僅有千分之一星等的水平，逐漸改變光通量是這種長週期脈動變星的一種顯著模式。

### 光譜學
參宿七被逐出的氣體殼層包圍著。出現這種情況是因為當一顆紅巨星成為藍巨星時，因此之前由紅巨星緩慢吹出的氣體會被藍巨星高速吹出的氣體擠壓。
參宿七的光譜是被確認是B8，並且通常被當成確認超巨星光譜類型的標準定義點。然而，因為大氣層週期性的噴發，光譜的細節經常有很大的變化。譜線顯示的發射、吸收、譜線致寬、天鵝P和逆天鵝P輪廓都沒有可觀察到的週期性。這樣的結果導致在分類時的B8Iab、B8Iae會因人而異，或是混淆不清。

## 系統
至少從1831年起就已經知道參宿七是目視聯星，F. G. W.斯特魯維對這個系統進行了測量。儘管參宿七B並不是很暗，6.7等，但靠在亮度是它500倍的參宿七A旁邊，使它成為150 mm（5.9英寸）小望遠鏡挑戰的目標  150 mm（5.9英寸）。不過一架品質良的 7 cm（2.8英寸）望遠鏡，使用150×，在良好的視寧度下，還是可以看見參宿七B。以參宿七的距離估計參宿七B與主星相距大約2,200天文單位（光程12.7天）；由於它們共享自行，因此觀察不到它的軌道運動也不足為奇
參宿七B本身也是光譜聯星，組成的兩顆主序星以9.8天的軌道週期繞著它們質量中心運轉。這兩顆星的光譜類型都是B9V，質量分別是太陽的2.5和1.9倍。
從19世紀晚期到20世紀初，長期以來都在爭議參宿七B可能是可見的雙星。一些有經驗的觀測者聲稱它們確實看見了兩顆恆星，但大多數的觀測者都無法確認；事實上，認為是聯星的擁護者也無法重複他們結果。目前已排除參宿七B有目視可見伴星的可能性。

## 語源學和文化意義

### 英文語源
美國業餘博物學家理查·辛克利·艾倫在1899年於她的書恆星的名字和意義中指出：Rijl Jauzah al Yusrā中，Jauzah"的意思是左腿。Paul Kunitzsch，慕尼黑大學研究阿拉伯的教授，確認在第10世紀時這顆星的名字就已經存在，是現存在西方最古老的阿拉伯文恆星名稱之一。
另一個阿拉伯的名稱是 riǧl al-ǧabbār，意思是偉大的一隻腳（巨人、征服者），這也是少用到的名稱，Algebar或Elgebar，的來源。
阿坊欣表（Alphonsine Tables）將它的名字拆成"Rigel"和"Algebar"，並加註解"et dicitur Algebar. Nominatur etiam Rigel."。替換拚字的風潮盛行於17世紀，包括義大利天文學家喬瓦尼·巴蒂斯塔·李卻里的Regel，德國天文學家威廉·謝卡特的Riglon，和英國作家和翻譯家艾德蒙·Chilmead的Rigel Algeuze 或Algibbar。
其他的名稱還有希臘文的Ποὺς δὶδυμων，Chrysococca 說是"雙胞胎旁邊的腳"，拜耳稱希伯來文是Kesil。

### 歐洲文化
在恆星導航，參宿七是其中一顆重要的航海星，因為它很明亮，又可以輕鬆地定出赤道的位置，這也意味著在全球各地的海洋都看得見它。

### 非洲
在古埃及，參宿七的名字是
| S29 | Aa17 | V28 | D61 | N14 · N35 |

Seba-en-Sah Sb3-n-S3ḥ，意思就是腳趾星或腳星。

### 東方和南亞
在中國，稱為参宿七（Shēnxiù Qī，參宿中的第七顆星）。這個排序與小三星那三顆星有關，最初只有這三顆星，後來添加了四顆星，但原來的名稱不變。
在日本，源或源氏家族選擇參宿七和他的白色作為標誌，稱這顆星為Genji-boshi (源氏星)；同時平或海克家族以參宿四它的紅色為標誌。在日本歷史中兩個強大家族的傳奇戰爭，在天上是指以腰帶相隔，對峙的兩顆亮星分隔著。參宿七也被稱為Gin-waki（銀脇），是在美津博世旁邊的銀色恆星。
在印度教，它被稱為鹿首－鹿的頭（Mrugasiirsha）。在印度的孟加拉文，它被稱為Vaan Raja。

## 外部連結
- Kaler, James. . Stars. University of Illinois.   [2007-02-04]. （原始内容存档于2005-12-29）.
- Image of Rigel（页面存档备份，存于） from APOD